# San Carlo Canavese
 San Carlo Canavese  (piemonti nyelven San Carl) egy község Olaszországban, Torino megyében.

## Elhelyezkedése

San Carlo Canavese község Torino megye térképén

San Carlo Canavese Torinótól kb. 23 km-re helyezkedik el. A vele határos települések Cirié, Front, Nole, Rocca Canavese, San Francesco al Campo, San Maurizio Canavese és Vauda Canavese.
.

## Fordítás
- Ez a szócikk részben vagy egészben  a    San Carlo Canavese  című olasz Wikipédia-szócikk fordításán alapul.  Az eredeti cikk szerkesztőit annak laptörténete sorolja fel. Ez a jelzés csupán a megfogalmazás eredetét és a szerzői jogokat jelzi, nem szolgál a cikkben szereplő információk forrásmegjelöléseként.